# (31682) Kinsey
1999 JU21 (asteroide 31682) é um asteroide da cintura principal. Possui uma excentricidade de 0.06141910 e uma inclinação de 4.98126º.
Este asteroide foi descoberto no dia 10 de maio de 1999 por LINEAR em Socorro.